# حشره‌خوار فیلی
حشره‌خوار فیلی یا حَشَره‌خوار جَهَنده، پستانداران کوچک حشره‌خواری هستند متعلق به خانواده درشت‌ساقان از راستهٔ درشت‌ساق‌سانان. این جانوران که بومی آفریقا هستند بینی‌هایی دراز و بدنی فیل‌مانند دارند.
اندازهٔ حشره‌خورهای فیلی (جهنده) میان ۱۰۰ میلی‌متر تا حدود ۳۰۰ میلی‌متر است. وزن آن‌ها نیز میان ۵۰ تا ۵۰۰ گرم است. همه این جانوران چهارپا هستند و دمی مانند موش دارند. پاهای آن‌ها نسبت به جثه‌شان بزرگ است و می‌توانند پاهای خود را در جستجوی غذا به اطراف خم کنند. طول عمر آن‌ها در حیاط وحش دو و نیم تا چهار سال است. اگرچه این جانوران بسیار فعال و روزکار هستند، ولی سخت به تله می‌افتند و به ندرت دیده می‌شوند. این جانوران هوشیار و محتاط هستند و خوب استتار می‌کنند.
حشره‌خورهای فیلی (جهنده) موجودات چندان اجتماعی نیستند، ولی بسیارشان به صورت جفت‌های تک همسری زندگی می‌کنند. حشره‌خوار جهنده ماده دوره قاعدگی مشابه انسان‌های ماده دارد.

## طبقه‌بندی
- راستۀ درشت‌ساق‌سانانMACROSCELIDEA
  - خانواده درشت‌ساقان
    - سرده حشره‌خوارهای فیلچه‌ای
      - Short-snouted elephant shrew, E. brachyrhynchus
      - حشره‌خوار فیلچه‌ای دماغه،  E. edwardii
      - Dusky-footed elephant shrew, E. fuscipes
      - حشره‌خوار فیلچه‌ای تیره،  E. fuscus
      - حشره خوار فیلچه‌ای بوشوالد،  E. intufi
      - حشره‌خوار فیلچه‌ای صخره‌ای شرقی،  E. myurus
      - Karoo rock elephant shrew, E. pilicaudus[۱۰]
      - حشره‌خوار فیلچه‌ای سومالی،  E. revoili
      - حشره‌خوار فیلچه‌ای شمال آفریقا،  E. rozeti
      - Rufous elephant shrew, E. rufescens
      - Western rock elephant shrew, E. rupestris

    - سرده حشره‌خوارهای گوش‌گرد
      - Namib round-eared sengi, M. flavicaudatus
      - Etendaka round-eared sengi, M. micus
      - Round-eared elephant shrew, M. proboscideus

    - سرده حشره‌خوارهای چهارانگشتی
      - حشره‌خوارهای چهارانگشتی،  P. tetradactylus

    - سرده حشره‌خوارهای خرطومی
      - Golden-rumped elephant shrew, R. chrysopygus
      - Checkered elephant shrew, R. cirnei
      - Black and rufous elephant shrew, R. petersi
      - Grey-faced sengi , R. udzungwensis[۱۱]